# For sin Broders Ære
For sin Broders Ære er en amerikansk stumfilm fra 1921 af David Smith.

## Medvirkende
- Jean Paige som Jessie Gordon
- James Morrison som Harry Blomefield
- George Webb som Jack Beckett
- Bobby Mack som Derby Ghost
- John Steppling som Squire Gordon
- Leslie T. Peacocke som Lord Wynwaring
- Adele Farrington som Lady Wynsaring
- Chick Morrison som John Manly